# Accidente del Sukhoi Superjet 100 en Indonesia
El 9 de mayo de 2012, un avión Sukhoi Superjet 100, que se encontraba en una gira de demostración por Indonesia, se estrelló en el monte Salak, en la provincia de Java Occidental. Los 37 pasajeros y 8 tripulantes a bordo fallecieron. El avión había despegado minutos antes del Aeropuerto Halim Perdanakusuma de Yakarta en un vuelo promocional del recién lanzado avión, y transportaba personal de Sukhoi y representantes de varias aerolíneas locales.
La investigación posterior concluyó que la tripulación de vuelo, liderada por el capitán Alexander Yablontsev, desconocía la presencia de terreno elevado en la zona e ignoró las advertencias del sistema de advertencia y conocimiento del terreno, atribuyéndolas incorrectamente a un mal funcionamiento del sistema mientras su visión estaba obstruida debido a una espesa capa de nubes.También se estableció que en los minutos previos al accidente, la tripulación, incluido el capitán, conversaba con posibles clientes presentes en la cabina.El accidente fue la primera pérdida del casco y el primer accidente fatal que involucró a un Sukhoi Superjet 100.

## La aeronave

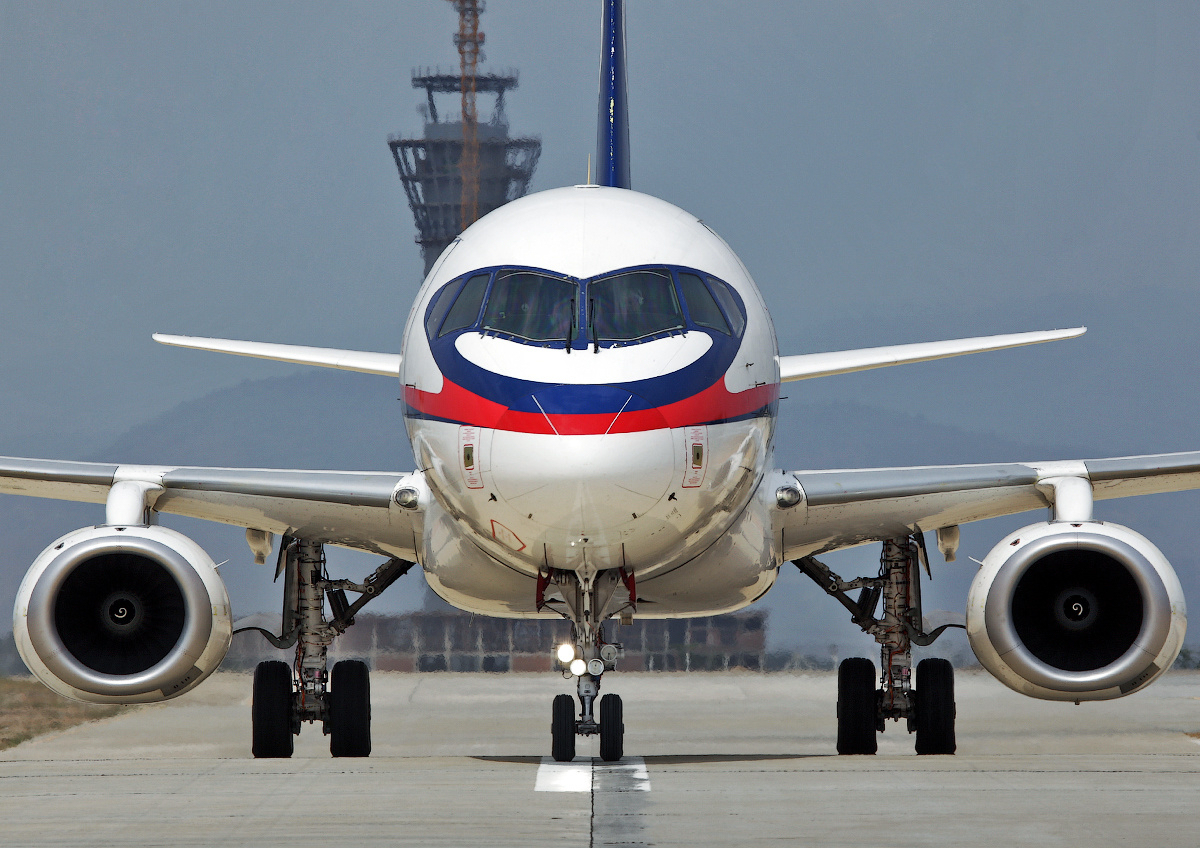
La aeronave involucrada en el accidente, vista en el Aeropuerto Internacional de Naipyidó dos días antes del accidente en Indonesia.

La aeronave implicada es un Sukhoi Superjet 100-95 con matrícula 97004 y número de serie 95004. El avión fue fabricado en 2009 y había acumulado más de 800 horas de vuelo en el momento del accidente.El Superjet 100 es el primer avión comercial desarrollado en Rusia desde la disolución de la Unión Soviética en 1991.

### Gira de demostración
El avión volaba como parte de una gira de demostración "¡Bienvenidos a Asia!". Con otro avión, se había realizado un vuelo de demostración con éxito en Kazajistán, pero cuando la gira se trasladó a Pakistán, los compradores potenciales solo pudieron ver el avión en la pista, ya que no se realizó ningún vuelo, supuestamente debido a una falla técnica. Se detectó una fuga en una "tobera del motor" en este avión camino a Birmania, según Alexander Tulyakov, vicepresidente de United Aircraft Corporation, y regresó a Moscú. El avión accidentado fue trasladado como reemplazo para continuar la gira.Tenía previsto visitar Laos y Vietnam.En el momento del accidente, Sukhoi tenía 42 pedidos de este tipo procedentes de Indonesia, 170 en total, y esperaba producir hasta 1.000 aviones.

### Monte Salak

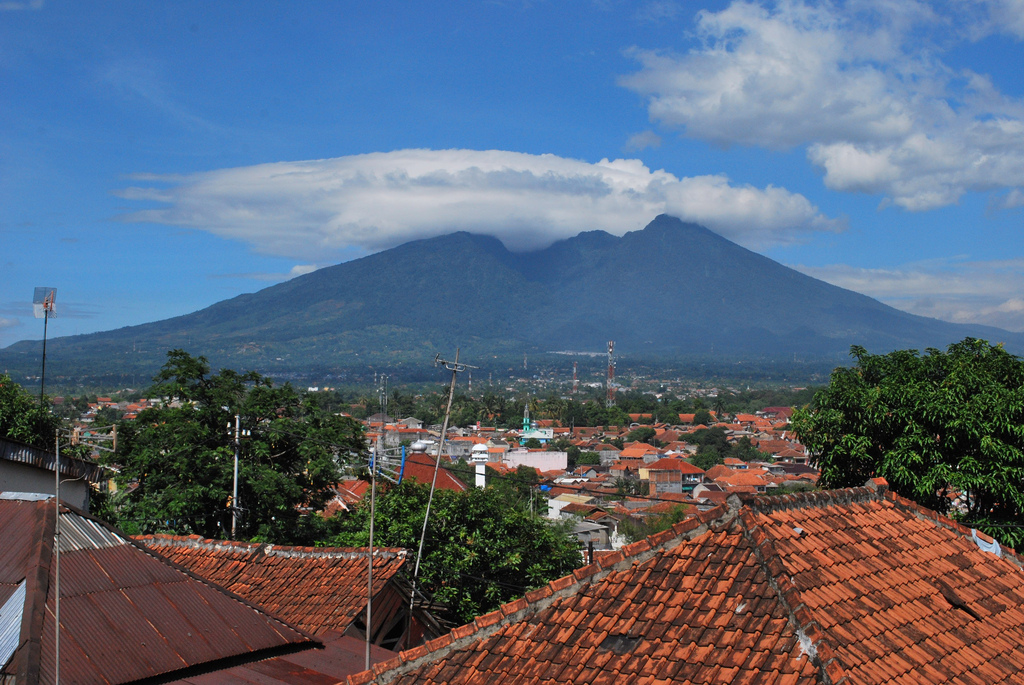
Una vista del Monte Salak desde Bogor

En la década de 2002 a 2012, se produjeron siete accidentes aéreos en la zona del Monte Salak. Tres personas murieron en el accidente de un avión de entrenamiento poco antes del accidente del SSJ-100; 18 personas murieron en el accidente de un avión militar de la Fuerza Aérea del Ejército Nacional de Indonesia en 2008; cinco personas murieron en un accidente en junio de 2004, dos en abril de 2004, siete en octubre de 2003 y una en octubre de 2002.
The Jakarta Post ha calificado al Monte Salak como "un cementerio de aviones".La alta turbulencia y las condiciones climáticas rápidamente cambiantes del terreno montañoso se citan como factores que contribuyen a múltiples accidentes aéreos en la zona.

## El accidente

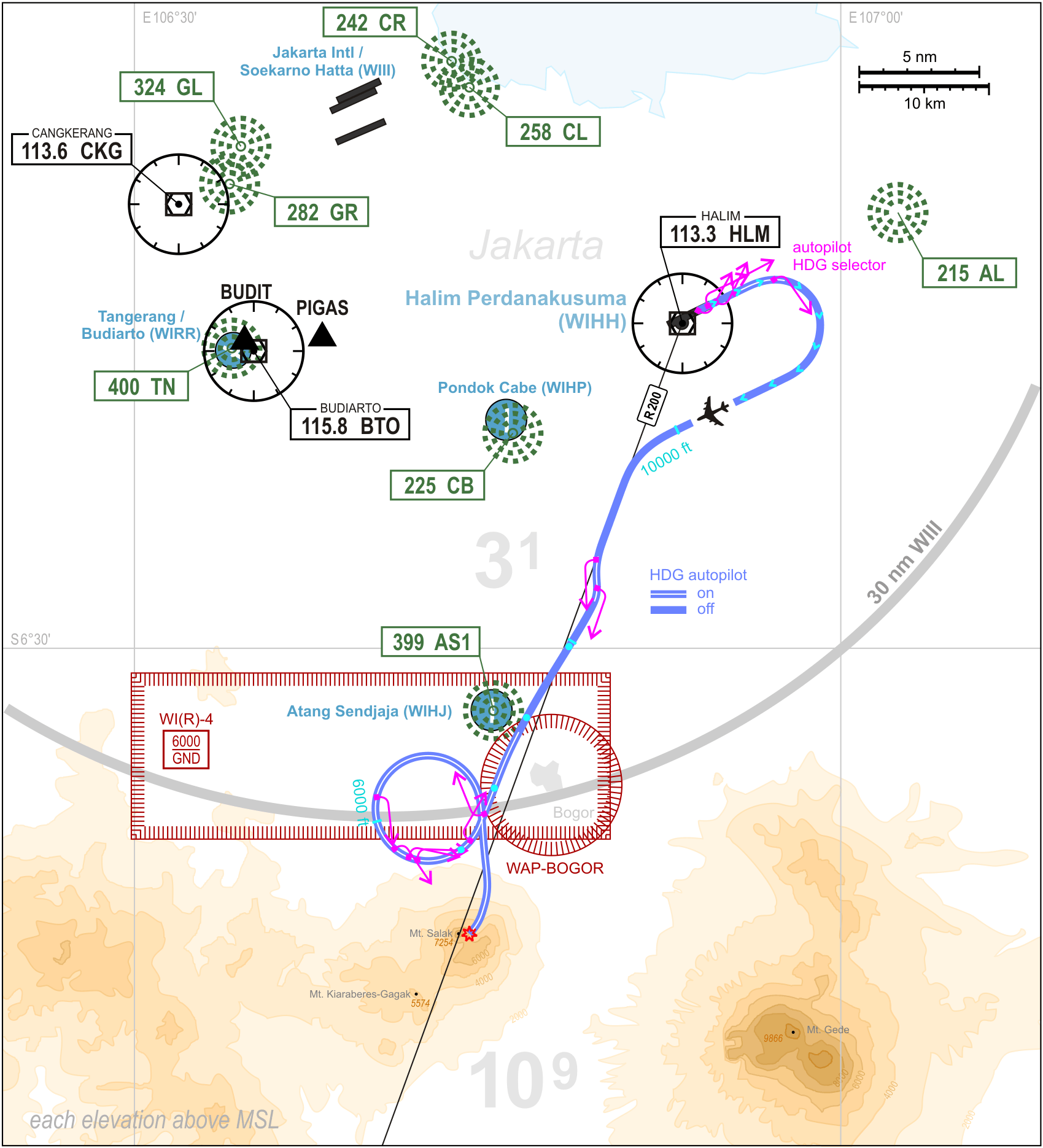

A las 14:00 hora local (UTC+07:00), el SSJ-100 partió del Aeropuerto Halim Perdanakusuma para un vuelo de demostración local y tenía previsto regresar al punto de partida.Esta era el segundo vuelo de demostración que el avión realizaba ese día.A bordo había seis tripulantes, dos representantes de Sukhoi y 37 pasajeros.Entre los pasajeros se encontraban representantes de las aerolíneas Aviastar Mandiri, Batavia Air, Pelita Air Service, y Sriwijaya Air.A las 14:26 (07:26 UTC), la tripulación solicitó permiso para descender de 3000 m (10 000 pies) a 1800 m (6000 pies), lo cual le fue concedido. Dos minutos después, la tripulación solicitó y obtuvo autorización para "orbitar a la derecha".Este fue el último contacto que el control del tráfico aéreo tuvo con la aeronave, que estaba entonces a unas 75 millas náuticas (86 millas; 139 km) al sur de Yakarta, en las proximidades del Monte Salak de 7254 pies de altura (2211 m), una montaña más alta que el nivel de vuelo solicitado.Originalmente la aeronave se encontraba desaparecido hasta que elementos de rescate encontraron los restos en el monte Salak. El especialista en accidentes aéreos, Alan Covian,habla sobre que la aeronave descendió más de lo autorizado y, por la posición de los restos, asegura que se estrelló de frente contra la montaña en condiciones de baja visibilidad. Cuatro minutos después de iniciar la órbita, el Sistema Mejorado de Advertencia de Proximidad al Terreno (EGPWS) de la aeronave emitió una alerta sonora de "Terreno Adelante, Asciende", advirtiendo a la tripulación que la trayectoria de vuelo prevista requeriría un ascenso para evitar el terreno. Inmediatamente después, la advertencia cambió a un mensaje de "Evitar Terreno", que se activa cuando la aeronave también necesita virar para evitar el terreno que se aproxima. Aunque este último mensaje sonó repetidamente, los pilotos analizaron brevemente la advertencia y la desactivaron, creyendo que se trataba de un problema con la base de datos de terreno del sistema. Menos de 30 segundos después, el sistema de advertencia sonora de la aeronave emitió una alerta de "Tren No Bajado", independiente del EGPWS, que indica que la aeronave se encuentra demasiado cerca del suelo sin el tren de aterrizaje bajado. El capitán desactivó entonces el piloto automático y colocó la aeronave en una actitud ligeramente de morro arriba; esto no era consistente con una maniobra evasiva, y el motivo de esta alerta no se determinó de forma concluyente.  El capitán le informa al primer oficial que el piloto automático está apagado y el impacto contra el Monte Salak ocurrió dos segundos después, a las 14:33 hora local (07:33 UTC).Covian se pregunta si se pudo tratar de una falla en los instrumentos de vuelo ya que los pilotos conocían el terreno.

## Conclusiones sobre las causas del accidente
El informe final del Comité Nacional de Seguridad en el Transporte (NTSC) se publicó el 18 de diciembre de 2012.Los investigadores del accidente determinaron que el sistema de advertencia y conocimiento del terreno del avión funcionaba correctamente y había advertido a los pilotos sobre la inminente colisión con la montaña. Sin embargo, los pilotos desactivaron el sistema, creyendo que funcionaba mal, a pesar de que la densa capa de nubes les impedía ver el área circundante.Además, los pilotos estaban distraídos con conversaciones en la cabina de vuelo ajenas al vuelo, lo que contribuyó a que no se dieran cuenta del peligro. La investigación también determinó que desconocían el terreno de la zona por carecer de las cartas náuticas adecuadas. Un factor que contribuyó fue la falta de un Sistema de Alerta de Altitud Mínima de Seguridad en el aeropuerto y la sobrecarga de trabajo del controlador aéreo para percatarse del inminente accidente.

## Víctimas
| Nacionalidad   | Pasajeros | Tripulación | Total |
| -------------- | --------- | ----------- | ----- |
| Indonesia      | 35        | -           | 35    |
| Rusia          | -         | 8           | 8     |
| Estados Unidos | 1         | -           | 1     |
| Francia        | 1         | -           | 1     |
| Total          | 37        | 8           | 45    |

La mayoría de los pasajeros eran periodistas y posibles clientes. Las 45 personas a bordo incluían a 14 personas de la aerolínea indonesia Sky Aviation, el Capitán Aan Husdiana (Director de Operaciones de Kartika Airlines) y cinco reporteros, Dody Aviantara (periodista) y Didik Nur Yusuf (fotógrafo) de Angkasa revista de aviación, Ismiati Soenarto y Aditya Sukardi de Trans TV y Femi Adi de American Bloomberg News. Peter Adler, un piloto consumado y experimentado, tenía un pasaporte estadounidense, actuando como consultor y pasajero en el vuelo Según Vladimir Prisyazhnyuk, jefe de la aeronave civil Sukhoi, dos italianos y un ciudadano francés de ascendencia vietnamita también estaban a bordo. El capitán del avión era Alexander Yablontsev (57), un expiloto de combate ruso, piloto de pruebas y cosmonauta. Había estado involucrado en el programa espacial Buran, y fue el piloto del primer vuelo de Superjet 100 en 2008. El primer oficial fue Alexander Kotchetkov (44) y el navegante de vuelo fue Oleg Shvetsov (51).